# Словацкое телевидение
Словацкое телевидение (словац. Slovenská televízia, STV) — государственная организация. Создана в 1991 году на базе Братиславской студии Чехословацкого телевидения.
1 января 2011 года Словацкое телевидение и Словацкое радио объединены в Радио и телевидение Словакии.

## Финансирование
STV финансировалось совместно от сборов за телевизионные лицензии, рекламу и из государственной казны.

## Телеканалы
- Jednotka, до 2004 года STV1;
- Dvojka, до 2004 года STV2, до 1 января 1993 года S1;
- в 2008 до 30 июня 2011 - Trojka, в 1991-1993 -